# 6068 Brandenburg
6068 Brandenburg (1990 TJ2) là một tiểu hành tinh vành đai chính được phát hiện ngày 10 tháng 10 năm 1990 bởi L. D. Schmadel và F. Borngen ở Tautenburg.